# Луций Фабий Цилон
Луций Фабий Цилон (на латински: Lucius Fabius Cilo, пълно име: Lucius Fabius Cilo Septiminus Catinius Acilianus Lepidus Fulcinianus) e политик и сенатор на Римската империя през края на 2 и началото на 3 век.

## Биография
Произлиза от Испания Бетика. Между 180 – 184 г. е легат на XVI Издръжлив Флавиев легион и военен ерарпрефект (187 – 189). През 185 става проконсул на Нарбонска Галия и 189 – 192 г. легат на Галация. След убийството на император Комод (31 декември 192) новият император Пертинакс му нарежда да се занимава с погренението му в Адриановия мавзолей.
През 193 г. Цилон е суфектконсул. През 193 г., Годината на петимата императори, е на страната на Септимий Север и действа с вексилуми (vexillum) в Тракия и 193/194 г. е проконсул на Витиния и Понт. През 194 г. е comes Augusti и подсигурява похода на Север в Ориента против антиимператора Песцений Нигер. През 195/196 г. Цилон е легат на Горна Мизия и му доверяват Каракала, по-големият от двата сина на императора. През втората половина на 196 г. Цилон командва знаменосците (vexillationen) в Италия, които придружават Север до Рим. От 197 до 201/202 г. той е управител на Горна Панония и през 202 г. става градски префект. През 204 г. Цилон става отново консул. През 205 г. спасява живота на по-късния император Макрин.
Цилон прави опит за сдобряване между Каракала и брат му Гета. Той е приятел и доверено лице на императора (amicus Augustorum), богат и има палат на Авентин, подарен му от Септимий Север. Женен е за Цилония Фабия.